# Calci erythorbat
Calci erythorbat là phụ gia thực phẩm, là muối calci của axit erythorbic, với công thức hóa học Ca(C6H7O6)2. Với cấu trúc chống oxy hóa liên quan đến vitamin C, chất này giúp ổn định hương vị và ngăn cản sự hình thành các nitrosamin gây ung thư.